# سولومون ديلونج
سولومون ديلونج (بالإنجليزية: Solomon DeLong)‏ هو صحفي أمريكي، ولد في 1849، وتوفي في 1925.